# Павлов Петро Петрович
Павлов Петро Петрович (1841, село Заїченці Зіньківського повіту Полтавської губернії — після 1914) — депутат другої Державної Думи (з 20 лютого по 3 червня 1907 року). Із потомственних дворян, син майора; дійсний статський радник. Із 1866 року — на службі при Полтавській Палаті кримінального суду. У передреволюційні роки — товариш голови Лубенського окружного суду.

## Джерело
- Павловский И. Ф. Полтавцы. Иерархи, государственные и общественные деятели и благотворители. — Полтава: Т-во Печати. Дела (тип. бывш. Дохмана), 1914. — С. 77-78.